# Munír Rúfá

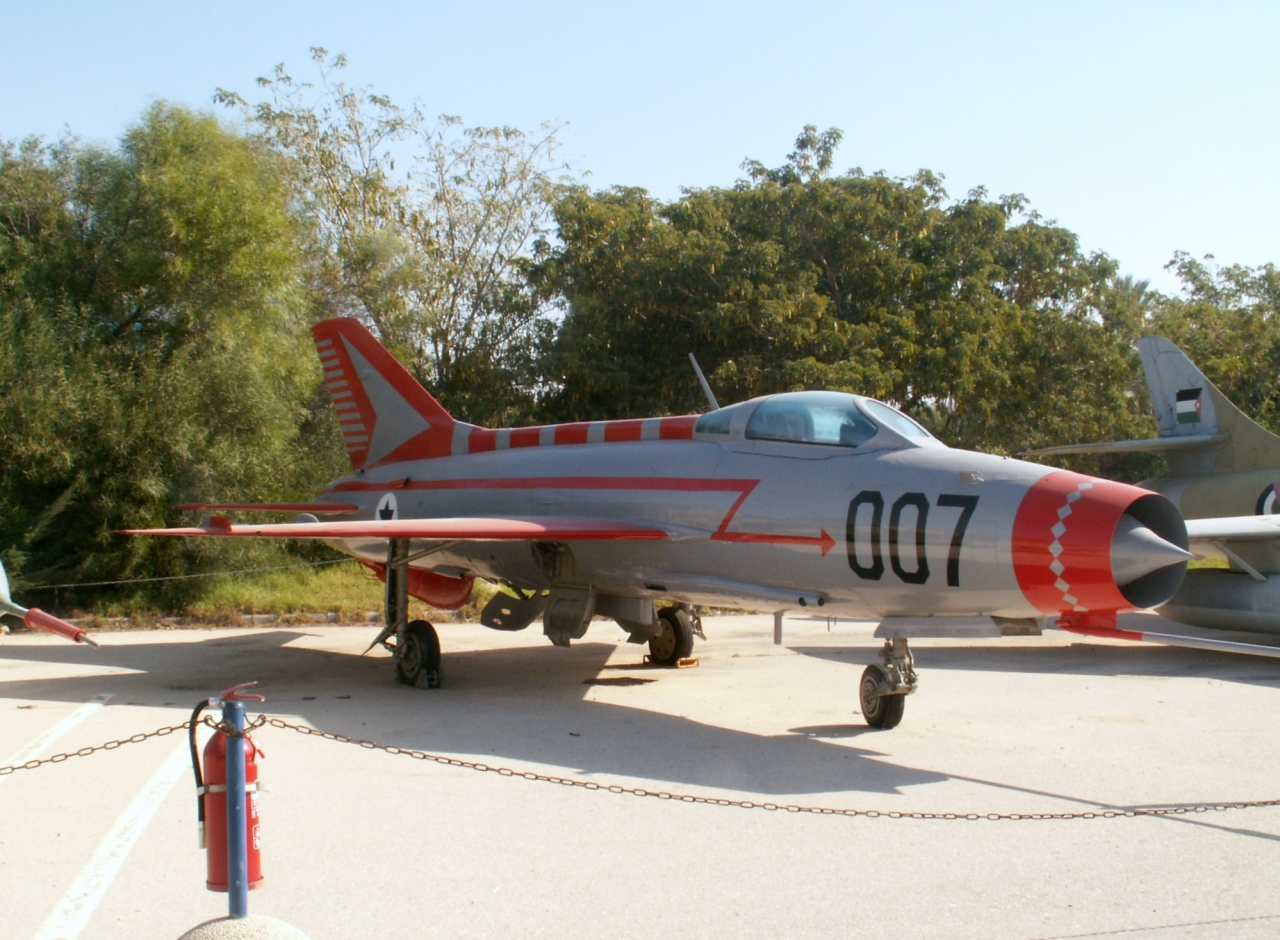
MiG-21 vystavený v Muzeu Izraelského vojenského letectva na základně Chacerim

Munír Rúfá (arabsky منير ردفا‎, anglicky Munir Redfa; 1934, Bagdád – asi srpen 1998) byl irácký pilot asyrského původu, který v rámci Operace Diamant (Operation Diamond) v roce 1966 přeletěl se stíhacím letounem MiG-21 iráckých vzdušných sil do Izraele.
Do rukou Izraelců se tak dostal jeden z nejmodernějších strojů té doby, který znamenal pokrok v manévrovacích schopnostech i navigaci. Provedli jeho detailní analýzu, později jej poskytli k testování i Američanům. Operace Diamant tak měla svůj podíl na výsledku šestidenní války, v níž Izrael jasně zvítězil nad státy arabské koalice. Let Muníra Rúfá proto bývá uváděn jako jeden z příkladů, kdy čin jednotlivce výrazně ovlivnil běh historie.

## Životopis
Munír Rúfá se narodil jako druhé z devíti dětí v maronitské rodině, která se dostala do Iráku v rámci migrace křesťanů, prchajících před genocidou z Turecka a Íránu.
Byl nespokojen s tím, že jeho křesťanské vyznání mu brání v kariérním postupu. Nesouhlasil také s rozkazem útočit na irácké Kurdy.
Když se Izraelci o Muníru Rúfá dozvěděli, kontaktovala jej agentka Mosadu. Ačkoli byl ženat, navázali spolu vztah a společně pak cestovali do Evropy. Tam zjistil, kdo je jeho přítelkyně a že jejich vztah byl naplánován. Setkal se se zástupci tajných služeb. Na schůzce v Římě, kterou tajně sledoval tehdejší ředitel Mosadu Me'ir Amit, dostal Rúfá nabídku 1 milionu dolarů, izraelského občanství a zaměstnání. Sám požadoval, aby v rámci operace byla z Iráku přestěhována celá jeho širší rodina.
Poté, co nabídku přijal, odjel do Izraele, aby si prohlédl plánované místo přistání. Setkal se s náčelníkem Izraelského vojenského letectva Mordechajem Hodem, s nímž projednávali extrémně nebezpečný let a jeho klikatou trasu, která měla zajistit vyhnutí se radarům. „Jestli ztratíte nervy, jste mrtvý muž. Jakmile jednou opustíte obvyklou trasu, není cesty zpět,“ řekl mu Hod.
Příležitost k únosu MiGu se naskytla 16. srpna 1966. Když Rúfá přelétal nad severním Jordánskem, letoun zachytily radary. Jordánci kontaktovali Sýrii, ale dostali ujištění, že jde o cvičný let stroje, patřícího syrským vzdušným silám. Když se Rúfá dostal nad Izrael, přidaly se k němu dvě izraelské stíhačky Dassault Mirage III, které jej doprovodily na základnu Chacor, jednu z nich pilotoval Ran Ronen, izraelské proudové eso se 7 sestřely. Později uvedl, že přistál „na poslední kapku paliva“. Tuto akci je možné vidět ve 2. části, 10. dílu, 1. série Leteckých stíhačů v boji s názvem Blízký východ.
Se svou rodinou pak začal nový život v Izraeli. Zemřel na infarkt myokardu asi v srpnu roku 1998.

## Ve filmu
Tato událost, přelet iráckého pilota s MiGem do Izraele se stala námětem amerického televizního filmu z roku 1988 Steal the Sky režiséra Johna D. Hancocka.